# Françoise Cochard
Pour les articles homonymes, voir Cochard.
Françoise Cochard (nom de jeune fille : Françoise Le Vezu), née le 7 janvier 1963 à Lorient, est une athlète française, spécialiste du saut en longueur.
Elle est médaillée de bronze aux Jeux de la Francophonie de 1989 et sacrée championne de France en salle du saut en longueur en 1990.